# ジュールポレール
ジュールポレール (欧字名:Jour Polaire、2013年5月2日 - ) は、日本の競走馬、繁殖牝馬。
2018年のヴィクトリアマイル（GI）を優勝した。

## 経歴

### デビューまで
ダイアモンドシティは、アメリカで生産された父ミスタープロスペクターの牝馬である。北アメリカとイギリスで14戦5勝、準重賞2着、G3は3着となった。引退後は繁殖牝馬となり、1995年に日本に輸入され、白老ファームにて繋養された。1999年には産まれた牝馬（父:エリシオ）は、「夏の夜の街」を由来とするサマーナイトシティという名づけられて、競走馬として24戦3勝。引退後は、同様に白老ファームで繁殖牝馬となった。サマーナイトシティの3番仔、2008年に生産した牡馬（父:フジキセキ）はサダムパテックと名付けられ、2012年のマイルチャンピオンシップ（GI）を優勝。クラシック三冠競走を完走し、皐月賞では2着となっている。その後のサマーナイトシティは、2012年に流産した後の種付けでは、初めにステイゴールドと交配するも受胎には至らず、2回目にディープインパクトと初めて交配し、受胎に成功した。そして2013年5月2日、北海道白老町の社台コーポレーション白老ファームにて鹿毛の牝馬（後のジュールポレール）が生産される。
その仔は、クラブ法人の株式会社G1レーシングが所有となり、愛馬会法人の株式会社G1サラブレッドクラブにて、総額4400万円（全40口、1口110万円）で出資会員を募集を実施した。会員を募集するカタログでは「四肢が長くて肩はいかつく、胴回りにゆとりがあって腰高な本馬のシルエットはまだ粗削りで完成途上です。（中略）遅生まれで今後の成長分がたっぷりあることを考慮すると相当な奥行きを感じさせます。（中略）一瞬にして加速していくキャンターの軽快さにバネの違いが感じとれます。」という売り文句が附されている。フランス語で「白夜」を意味する「ジュールポレール」という競走馬名が与えられ、サダムパテックと同じ西園正都厩舎に入厩。厩舎では、わざわざ他の馬を移動させ、厩舎関係者の休息所から一番近い、かつてサダムパテックがいた馬房に入れられた。

### 競走馬時代
5月生まれという遅生まれに加えて小さな馬体であり、サダムパテックを例外としてサマーナイトシティの仔は、晩成傾向と見られていた。そのため、西園はデビューの時期を先延ばしする決断を下している。3歳となった2016年4月23日、京都競馬場の未勝利戦（芝1600メートル）でデビュー。連敗した後の6月12日、3戦目となる阪神競馬場の未勝利戦で初勝利。その後、夏の小倉競馬場で2戦するもいずれも勝利には届かなかった。秋は、10月30日の500万円以下で2勝目、11月20日の衣笠特別（1000万円以下）ではクビ差をつけて3勝目を挙げた。
4歳となった2017年は3月から始動、うずしおステークス（1600万円以下）では1番人気に推され、後方に1馬身4分の3差をつけて3連勝、オープンクラス昇格を果たした。続いて、4月8日の阪神牝馬ステークス（GII）に4番人気で重賞初出走。先行して5番手から抜け出しにかかったが、外からミッキークイーンにかわされ3着。それから5月14日のヴィクトリアマイル（GI）で7番人気GI初出走となり、優勝したアドマイヤリードに1馬身4分の1とクビ差の3着。重賞で連続3着となったが、収得賞金を積み上げられずに降級した。秋初戦の秋風ステークス（1600万円以下）にてフロンテアクイーンにクビ差をつけて勝利し5勝目、再びオープンクラスに再昇格を果たした。その後は、11月12日のエリザベス女王杯（GI）にて16着。続いて12月16日のターコイズステークス（GIII）を目指したが、体調面から回避した。エリザベス女王杯の敗戦は、右前脚の蹄の痛みが走りに悪影響をもたらしたためであるとし、敗戦後には放牧に出された。この間に、蹄が「珍しいかたち」（西園）であり、それが痛みの原因であることが判明。西園などがそれに合う蹄鉄を研究し、痛みに対処した。

5歳となった2018年は、5月13日のヴィクトリアマイルを目標に4月7日の阪神牝馬ステークスから始動し5着。収得賞金を積み上げに失敗し、そのままでは目標への出走が叶わない可能性があった。西園は、1着馬にヴィクトリアマイルの優先出走権が与えられる、4月21日の福島牝馬ステークス（GIII）への参戦も一時考えたが、参戦すれば充実した状態で本番を迎えられないとして自重した。結局それ以上賞金を積み上げることなく、そのままヴィクトリアマイルの出走登録を実施。ジュールポレールは、出走馬を決める順位では最下位であったが、登録馬が出走可能頭数を超過せず、出走が実現した。当日は午後から雨が降って稍重馬場となり、単勝オッズ19.4倍の8番人気という支持であった。
スタートから中団につけ、直線では外に持ち出した。残り200メートルでレッドアヴァンセが逃げ・先行馬を捉えて先に抜け出す中、ジュールポレールはその外から追い込んだ。レッドアヴァンセをかわすとともに、大外から追い込んだ1番人気リスグラシューに並びかけられて入線。二頭の決着は写真判定となり、ジュールポレールの約20センチメートル、ハナ差先着が認められた。重賞並びGI初勝利、西園にとってはサダムパテック以来のGI勝利であった。
その後は安田記念（GI）への出走も検討されたが、自重し放牧となり、夏休みを過ごした。秋は10月13日の府中牝馬ステークス（GII）で復帰し4着。それから秋の目標に据えたマイルチャンピオンシップ（GI）に幸とともに出走する予定であったが、幸が1週間前に落馬し右肘を開放粉砕骨折。石川裕紀人に乗り替わり、6着となった。続いて香港国際競走の香港マイル（G1）に登録したが選出されず、代わりに阪神カップ（GII）にミルコ・デムーロとともに出走。1番人気に推されたが5着となった。6歳となった2019年1月11日、JRAの競走馬登録を抹消し、競走馬を引退した。

### 繁殖牝馬時代
引退後は、北海道白老町の白老ファームで繁殖牝馬となった。初年度、2年目とロードカナロアと交配し、2頭の牝馬が誕生している。

## 競走成績
以下の内容は、netkeiba.comおよびJBISサーチの情報に基づく。
| 競走日     | 競馬場 | 競走名              | 格       | 距離（馬場）  | 頭 数 | 枠 番 | 馬 番 | オッズ （人気） | 着 順 | タイム （上り3F） | 着差 | 騎手        | 斤量 [kg] | 1着馬（2着馬）         | 馬体重 [kg] |
| ---------- | ------ | ------------------- | -------- | ------------- | ----- | ----- | ----- | --------------- | ----- | ----------------- | ---- | ----------- | --------- | ---------------------- | ----------- |
| 2016.04.23 | 京都   | 3歳未勝利           |          | 芝1600m（良） | 18    | 5     | 10    | 008.20（6人）   | 05着  | R1:35.1（35.0）   | -0.5 | 0武豊       | 54        | テラノヴァ             | 464         |
| 0000.05.22 | 京都   | 3歳未勝利           |          | 芝1600m（良） | 18    | 4     | 7     | 004.10（2人）   | 02着  | R1:34.3（34.9）   | -0.2 | 0幸英明     | 54        | ラグナグ               | 458         |
| 0000.06.12 | 阪神   | 3歳未勝利           |          | 芝1600m（良） | 18    | 6     | 12    | 002.60（1人）   | 01着  | R1:34.1（33.6）   | -0.1 | 0幸英明     | 54        | （サトノケンシロウ）   | 456         |
| 0000.08.06 | 小倉   | 都井岬特別          | 500万下  | 芝2000m（良） | 13    | 8     | 12    | 002.40（1人）   | 05着  | R2:01.2（36.4）   | -0.1 | 0武豊       | 52        | プリメラアスール       | 456         |
| 0000.08.28 | 小倉   | 鳥栖特別            | 500万下  | 芝2000m（稍） | 10    | 2     | 2     | 002.30（1人）   | 02着  | R2:02.6（37.0）   | -0.2 | 0幸英明     | 52        | ワンスインアライフ     | 456         |
| 0000.10.30 | 京都   | 3歳上500万下        |          | 芝1600m（良） | 13    | 5     | 7     | 002.70（1人）   | 01着  | R1:34.6（34.5）   | -0.2 | 0幸英明     | 53        | （スズカバーディー）   | 464         |
| 0000.11.20 | 京都   | 衣笠特別            | 1000万下 | 芝1800m（良） | 15    | 3     | 5     | 005.10（3人）   | 01着  | R1:48.1（33.9）   | -0.0 | 0幸英明     | 53        | （アドマイヤリード）   | 462         |
| 2017.03.11 | 阪神   | うずしおS           | 1600万下 | 芝1600m（良） | 11    | 1     | 1     | 002.90（1人）   | 01着  | R1:33.8（32.8）   | -0.3 | 0幸英明     | 55        | （ラベンダーヴァレイ） | 460         |
| 0000.04.08 | 阪神   | 阪神牝馬S           | GII      | 芝1600m（重） | 16    | 4     | 8     | 007.40（4人）   | 03着  | R1:34.6（34.0）   | -0.3 | 0幸英明     | 54        | ミッキークイーン       | 454         |
| 0000.05.14 | 東京   | ヴィクトリアマイル  | GI       | 芝1600m（稍） | 17    | 2     | 3     | 017.50（7人）   | 03着  | R1:34.1（33.2）   | -0.2 | 0幸英明     | 55        | アドマイヤリード       | 452         |
| 0000.09.30 | 中山   | 秋風S               | 1600万下 | 芝1600m（良） | 14    | 2     | 2     | 001.70（1人）   | 01着  | R1:34.8（33.7）   | -0.0 | 0幸英明     | 55        | （フロンテアクイーン） | 466         |
| 0000.11.12 | 京都   | エリザベス女王杯    | GI       | 芝2200m（良） | 18    | 7     | 13    | 035.5（10人）   | 16着  | R2:15.6（35.2）   | -1.3 | 0幸英明     | 56        | モズカッチャン         | 466         |
| 2018.04.07 | 阪神   | 阪神牝馬S           | GII      | 芝1600m（良） | 13    | 1     | 1     | 012.00（5人）   | 05着  | R1:35.0（33.8）   | -0.2 | 0幸英明     | 54        | ミスパンテール         | 466         |
| 0000.05.13 | 東京   | ヴィクトリアマイル  | GI       | 芝1600m（稍） | 18    | 2     | 4     | 019.40（8人）   | 01着  | R1:32.3（33.3）   | -0.0 | 0幸英明     | 55        | （リスグラシュー）     | 460         |
| 0000.10.13 | 東京   | 府中牝馬S           | GII      | 芝1800m（良） | 11    | 6     | 6     | 011.80（4人）   | 04着  | R1:45.0（33.2）   | -0.3 | 0幸英明     | 56        | ディアドラ             | 468         |
| 0000.11.18 | 京都   | マイルチャンピオンS | GI       | 芝1600m（良） | 16    | 3     | 6     | 042.3（10人）   | 06着  | R1:33.6（34.2）   | -0.3 | 0石川裕紀人 | 55        | ステルヴィオ           | 468         |
| 0000.12.22 | 阪神   | 阪神カップ          | GII      | 芝1400m（稍） | 16    | 8     | 15    | 003.70（1人）   | 05着  | R1:21.7（34.6）   | -0.6 | 0M.デムーロ | 55        | ダイアナヘイロー       | 468         |

## 繁殖成績
|       | 生年   | 馬名                       | 性 | 毛色 | 父             | 厩舎           | 馬主                   | 戦績   | 供用             | 出典   |
| ----- | ------ | -------------------------- | -- | ---- | -------------- | -------------- | ---------------------- | ------ | ---------------- | ------ |
| 初仔  | 2020年 | ジュールヒート             | 牝 | 鹿毛 | ロードカナロア | 栗東・西園正都 | （株）G1レーシング     | 4戦0勝 | （引退・繁殖）   | [ 45 ] |
| 2番仔 | 2021年 | リスポレール               | 牝 | 鹿毛 | ロードカナロア |                | （株）G1レーシング     |        | （未出走・繁殖） | [ 42 ] |
| 3番仔 | 2023年 | レジオンポレール           | 牡 | 鹿毛 | エピファネイア | 美浦・堀宣行   | （有）社台レースホース |        | （デビュー前）   | [ 46 ] |
| 4番仔 | 2024年 | （ジュールポレールの2024） | 牝 | 鹿毛 | エピファネイア |                |                        |        |                  | [ 47 ] |

- 2025年4月11日現在[48]

## 血統表
| ジュールポレールの血統                 | ジュールポレールの血統                                    | ジュールポレールの血統          | （血統表の出典）                | （血統表の出典） |
| 父系                                   | サンデーサイレンス系/ヘイロー系                           | サンデーサイレンス系/ヘイロー系 | サンデーサイレンス系/ヘイロー系 | [ § 2 ]          |
| 父 ディープインパクト 2002 鹿毛        | 父の父*サンデーサイレンス Sunday Silence 1986 青鹿毛      | Halo                            | Hail to Reason                  | Hail to Reason   |
| 父 ディープインパクト 2002 鹿毛        | 父の父*サンデーサイレンス Sunday Silence 1986 青鹿毛      | Halo                            | Cosmah                          |                  |
| 父 ディープインパクト 2002 鹿毛        | 父の父*サンデーサイレンス Sunday Silence 1986 青鹿毛      | Wishing Well                    | Understanding                   | Understanding    |
| 父 ディープインパクト 2002 鹿毛        | 父の父*サンデーサイレンス Sunday Silence 1986 青鹿毛      | Wishing Well                    | Mountain Flower                 |                  |
| 父 ディープインパクト 2002 鹿毛        | 父の母*ウインドインハーヘア 1991 鹿毛                     | Alzao                           | Lyphard                         | Lyphard          |
| 父 ディープインパクト 2002 鹿毛        | 父の母*ウインドインハーヘア 1991 鹿毛                     | Alzao                           | Lady Rebecca                    |                  |
| 父 ディープインパクト 2002 鹿毛        | 父の母*ウインドインハーヘア 1991 鹿毛                     | Burghclere                      | Busted                          | Busted           |
| 父 ディープインパクト 2002 鹿毛        | 父の母*ウインドインハーヘア 1991 鹿毛                     | Burghclere                      | Highclere                       |                  |
| 母 サマーナイトシティ 1999 鹿毛 白老町 | 母の父*エリシオ Helissio 1993 鹿毛 フランス               | Fairy King                      | Northern Dancer                 | Northern Dancer  |
| 母 サマーナイトシティ 1999 鹿毛 白老町 | 母の父*エリシオ Helissio 1993 鹿毛 フランス               | Fairy King                      | Fairy Bridge                    |                  |
| 母 サマーナイトシティ 1999 鹿毛 白老町 | 母の父*エリシオ Helissio 1993 鹿毛 フランス               | Helice                          | Slewpy                          | Slewpy           |
| 母 サマーナイトシティ 1999 鹿毛 白老町 | 母の父*エリシオ Helissio 1993 鹿毛 フランス               | Helice                          | Hirondelle                      |                  |
| 母 サマーナイトシティ 1999 鹿毛 白老町 | 母の母*ダイアモンドシティ Diamond City 1988 鹿毛 アメリカ | Mr. Prospector                  | Raise a Native                  | Raise a Native   |
| 母 サマーナイトシティ 1999 鹿毛 白老町 | 母の母*ダイアモンドシティ Diamond City 1988 鹿毛 アメリカ | Mr. Prospector                  | Gold Digger                     |                  |
| 母 サマーナイトシティ 1999 鹿毛 白老町 | 母の母*ダイアモンドシティ Diamond City 1988 鹿毛 アメリカ | Honey's Flag                    | Hoist the Flag                  | Hoist the Flag   |
| 母 サマーナイトシティ 1999 鹿毛 白老町 | 母の母*ダイアモンドシティ Diamond City 1988 鹿毛 アメリカ | Honey's Flag                    | Cathy Honey                     |                  |
| 母系(F-No.)                            | ダイアモンドシティ系(FN:9-h)                              | ダイアモンドシティ系(FN:9-h)    | ダイアモンドシティ系(FN:9-h)    | [ § 3 ]          |
| 5代内の近親交配                        | Northern Dancer 4×5=9.38%                                 | Northern Dancer 4×5=9.38%       | Northern Dancer 4×5=9.38%       | [ § 4 ]          |
| 出典                                   | 1. 2. 3. 4.                                               | 1. 2. 3. 4.                     | 1. 2. 3. 4.                     | 1. 2. 3. 4.      |

- 半兄にサダムパテック（マイルCS）